# 88
Glej tudi: število 88
88 (LXXXVIII) je bilo prestopno leto, ki se je po julijanskem koledarju začelo na torek.

## Dogodki
- 1. januar